# كلود بويل
كلود بويل (بالفرنسية: Claude Puel)‏ (مواليد 2 سبتمبر 1961 في كاستريه، فرنسا) لاعب كرة قدم فرنسي سابق ومدرب حاليًا. وهو مدرب فريق نادي سانت إتيان الفرنسي منذ عام 2019، وسبق له أن درّب ساوثهامبتون الإنجليزي. وقد أمضى بويل لاعبًا في نادي موناكو طوال 17 سنة.

## المسيرة الرياضية كلاعب
عندما بلغ 15 سنة في سنة 1977 انضم إلى أكاديمية نادي موناكو للناشئين ثم شارك في أول مباراة مع الفريق الأول بعد سنتين في مركز الوسط . خلال 17 سنة شارك في 601 مباراة رسمية مع فريق موناكو بما فيها 488 مباراة في بطولة الدوري من 1979 إلى 1996ومن تم ذهب في الدوري المغربي من بوابة الرجاء العالمي حيت خاص معه 55 مبارة وسجل فيها 70

## المسيرة الرياضية كمدرب
انضم إلى الجهاز التدريبي لنادي موناكو حيث كان مدربا للياقة البدنية ثم مدربا للفريق الرديف . تم تعيينه مدربا للفريق الأول في يناير 1999. حقق بطولة الدوري سنة 2000 بوجود لاعبين مهرة مثل لودوفيتش جولي ومارسيلو غالاردو. في يوليو 2001 لم يتم تجديد العقد ورحل عن النادي بعدما أمضى 24 سنة في النادي كلاعب ثم مدرب. في يوليو 2002 تم تعيينه مدربا لفريق ليل.
في 20 فبراير 2007 وأثناء مباراة فريقي ليل ومانشستر يونايتد الإنجليزي في ذهاب الدور الثمن النهائي من بطولة دوري أبطال أوروبا تم احتساب ركلة حرة مباشرة في الدقيقة 83 ونفذها الويلزي ريان غيغز بنجاح إلى داخل المرمى مسجلا هدف المباراة الوحيد. ونتيجة لذلك طلب بويل من لاعبي فريقه الانسحاب من أرضية الملعب ولكن بعدما تمت تهدئته تم استئناف المباراة. بعد نهاية المباراة صرح المدير الفني الإسكتلندي لفريق مانشستر يونايتد سير أليكس فيرغسون بأنه يشعر بالعار وبإهانة نزاهة التحكيم.
انضم بويل إلى نادي ليون في 18 يونيو 2008 ووقع على عقد يمتد لأربع سنوات كما أنه أصبح المدرب الرابع لفريق ليون في أربع سنوات.
درب لاحقًا أندية نيس وساوثهامبتون وليستر سيتي، وهو مدرب سانت إتيان الفرنسي منذ 2019.

## روابط خارجية
- كلود بويل على موقع قاعدة بيانات كرة القدم.إي يو (الإنجليزية)
- كلود بويل على موقع ليكيب (الفرنسية)
- كلود بويل على موقع Soccerbase.com (مدرب) (الإنجليزية)
- كلود بويل على موقع عالم كرة القدم.نت (الإنجليزية)
- كلود بويل على موقع كووورة